# HD 104216
HD 104216，又名BD+81 389，SAO 1967、HR 4586，是一颗恒星，视星等为6.17，位于銀經125.42，銀緯36.03，其B1900.0坐标为赤經11h 55m 5.5s，赤緯+81° 36.03′ 40″。